# كربامات الإيثيل
كاربامات الإيثيل أو يوريثان هو مركب كيميائي تركيبه C3H7NO2 حضر أول مرة في القرن التاسع عشر.
يتكون من إستر حمض الكارباميك.

## الاستخدام
استخدمت كاربامات الإيثيل لمدة طويلة في الولايات المتحدة لعلاج السرطان، لكنه اكتشف لاحقا أنه مسرطن. كما استخدم قبل الحرب العالمية الثانية لعلاج الورم النقوي المتعدد لكنه ثبت لاحقا أنه غير فعال وسام.
كما أن كميات قليلة منه تستخدم في المختبرات لتخدير الحيوانات.